# Secure Digital Music Initiative
La Secure Digital Music Initiative (SDMI) è stata un'iniziativa che aveva come finalità lo sviluppo di una specifica tecnica per la distribuzione sicura della musica digitale.
Annunciata pubblicamente il 15 dicembre 1998, per partecipare all'iniziativa era necessario accettare un contratto vincolante tra una società e la fondazione SDMI in seguito al versamento di 20000 $.
Oltre 120 aziende hanno preso parte all'iniziativa, tra cui BMG, EMI, Sony Music, Universal Music Group e Warner Music Group, oltre che la Recording Industry Association of America. Nel giugno 2001 SDMI non ha accettato più nuovi membri.